# Artère pharyngienne ascendante

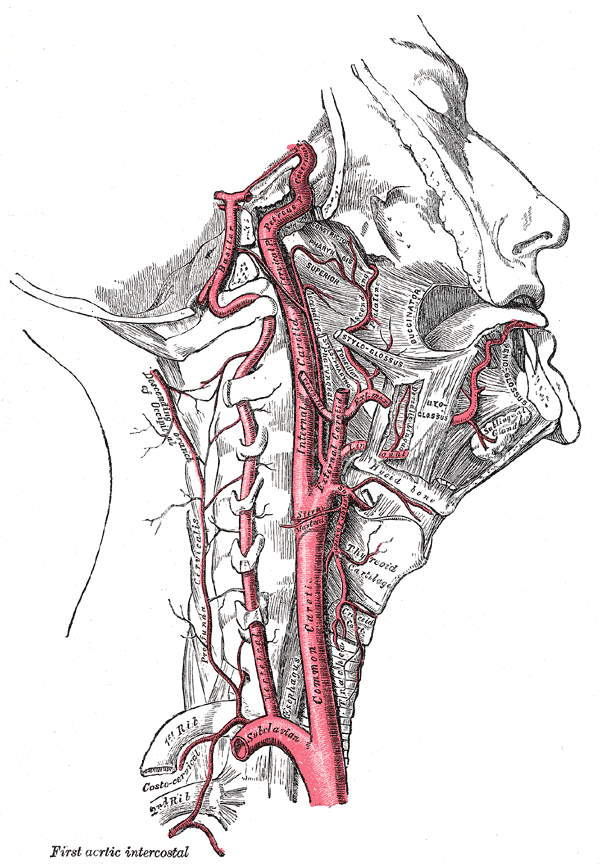
Artères carotide interne et vertébrale.

L'artère pharyngienne ascendante (ou artère pharyngienne inférieure ou artère pharyngo-méningée de Theile) est une artère systémique paire du cou qui participe en grande partie à la vascularisation du pharynx.

## Origine
L'artère pharyngienne ascendante est la plus petite branche de l'artère carotide externe.  Elle naît généralement de sa face postérieure et interne, après l'artère thyroïdienne supérieure.
Il existe toutefois des variations anatomiques : elle peut ainsi provenir de l'artère occipitale, de l'artère faciale, de la carotide interne ou même de la bifurcation carotidienne.

## Trajet
L'artère pharyngienne ascendante se dirige en haut, entre les artères carotides externe et interne, en longeant le pharynx. 

## Branches collatérales
L'artère pharyngienne ascendante donne plusieurs rameaux pharyngiens sur son parcours. 
Certains rameaux se dirigent en avant et en dedans entre les muscles constricteur du pharynx et stylo-pharyngien. 
Certains rameaux remontent vers la base du crâne et d'autres descendent vers le larynx. 
Ces rameaux vascularisent : 
- les muscles constricteurs moyen et inférieur du pharynx
- le muscle stylo-pharyngien,
- la muqueuse pharyngienne postérieure et latérale,
- le palais mou et la tonsille palatine par les rameaux ascendants,
- la portion pharyngienne du tube auditif,
- le rhinopharynx.

L'artère méningée postérieure et l'artère tympanique inférieure naissent de l'artère pharyngienne ascendante.
Il arrive parfois que l'artère palatine ascendante soit une collatérale de l'artère pharyngienne ascendante.

## Terminaison
Lorsqu'il atteint la base du crâne, le tronc antérieur pharyngien forme des anastomoses avec plusieurs artères intracrâniennes principalement à travers le foramen déchiré.